# Solid State Records
Solid State Records est un label discographique américain de metal chrétien, et division Tooth & Nail Records, basé à Seattle, Washington. Bien que travaillant essentiellement avec des groupes chrétiens, Solid State Records travaille également avec des groupes séculiers, comme Stretch Arm Strong, Gwen Stacy, et The Famine. Ces groupes, dont certains membres sont effectivement chrétiens, ne se réclament pas sous cette appellation.

## Histoire
Solid State Records met l'accent sur le metal chrétien. Outre les groupes qui se considèrent officiellement comme des groupes de metal chrétien, le label a également sous contrat des groupes tels que Stretch Arm Strong, He Is Legend ou Training for Utopia, dont certains membres se convertissent au christianisme mais ne se considèrent pas comme des groupes chrétiens.
Le siège du label se trouve à Seattle, dans l'État de Washington. Solid State Records est le sponsor de différentes tournées et festivals, comme l'Ozzfest ou le Cornerstone Festival. L'un des plus grands succès de l'histoire du label est la deuxième place de l'album Define the Great Line du groupe Underoath. 

## Groupes et artistes
- As They Sleep
- August Burns Red
- Becoming the Archetype
- The Devil Wears Prada[1]
- Demon Hunter
- Emery
- The Famine[2]
- Living Sacrifice
- MyChildren MyBride
- Norma Jean
- Oh, Sleeper
- Phinehas[3]
- Stretch Arm Strong[4]
- The Showdown
- To Speak of Wolves
- Underoath
- Wolves at the Gate